# Okna (Česká Lípa-i járás)
Okna település Csehországban, Česká Lípa-i járásban. Okna Ždírec, Doksy, Luka és Tachov településekkel határos. Lakosainak száma 345 fő (2024. január 1.).

## Népesség
A település lakosságának változását az alábbi diagram mutatja:
| Lakosok száma | 333  | 363  | 364  | 312  | 293  | 264  | 300  | 307  | 307  | 345  |
|               | 1869 | 1890 | 1921 | 1950 | 1980 | 2001 | 2017 | 2019 | 2022 | 2024 |